# 1984 (David Bowie)
1984 is een nummer van de Britse muzikant David Bowie, uitgebracht als de derde single van het album Diamond Dogs in 1974. Het nummer werd geïnspireerd door de roman 1984 van George Orwell en was, net als het overgrote deel van het album waar het op stond, bedoeld voor een musical gebaseerd op het boek. Deze musical werd nooit geproduceerd omdat Bowie geen toestemming kreeg van de weduwe van Orwell.

## Achtergrond
"1984" is het centrale nummer van de tweede kant van het album Diamond Dogs in de context van Bowie's bewerking van 1984, het verhaal van Orwell. Het nummer wordt geïnterpreteerd als Winston Smith, de hoofdpersoon van het verhaal, die gevangen wordt genomen en ondervraagd door antagonist O'Brien. Ook toont de tekst van het nummer enkele gelijkenissen met het nummer "All the Madmen" van het album The Man Who Sold the World.
Het zogeheten "wah-wah" gitaargeluid wordt vaak vergeleken met "Theme from Shaft" van Isaac Hayes. De gitaar wordt bespeeld door Alan Parker en was een van de weinige momenten dat Bowie niet de leadgitaar bespeelde op Diamond Dogs. De funk- en soulinvloeden van het nummer zijn een indicator van waar de muziek van Bowie naartoe zou gaan op zijn volgende album Young Americans.
Het nummer werd voor het eerst opgenomen tijdens de sessies voor Aladdin Sane. Het kreeg zijn publieke debuut in een medley met het nummer "Dodo", genaamd "1984/Dodo", tijdens de Amerikaanse tv-special The 1980 Floor Show, opgenomen tussen 18 en 20 oktober 1973. Een studioversie van "1984/Dodo" werd rond die periode opgenomen, maar verscheen pas in 1989 voor het eerst op de box set Sound + Vision. Dit was tevens Bowie's laatste opname met zijn The Spiders from Mars-gitarist Mick Ronson en -bassist Trevor Bolder en producer Ken Scott.
Naast de medley van "1984" en "Dodo" werden deze nummers ook apart van elkaar opgenomen; "Dodo" als een demo in september 1973 en "1984" tijdens de Diamond Dogs-sessies in januari 1974. Alleen "1984" kwam op het album terecht en "Dodo" werd voor het eerst apart uitgebracht als bonustrack op de heruitgave van het album uit 1990. De uiteindelijke versie van "1984" was sneller en meer funky dan de medley. Het nummer werd enkel op single uitgebracht in de Verenigde Staten, Japan en Nieuw-Zeeland, maar kwam nergens in de hitlijsten terecht. Het nummer opende normaal gesproken de concerten tijdens de Diamond Dogs Tour, maar werd na deze tournee nooit meer live uitgevoerd.

## Tracklijst
- Alle nummers geschreven door David Bowie.

Verenigde Staten
1. "1984" - 3:21
2. "Queen Bitch" - 3:14

Japan
1. "1984" - 3:21
2. "Lady Grinning Soul" - 3:46

## Muzikanten
- David Bowie: leadzang
- Warren Peace: achtergrondzang
- Alan Parker: gitaar
- Mike Garson: piano
- Tony Visconti: snaararrangement
- Herbie Flowers: basgitaar
- Tony Newman: drums